# Derek Jarman
Michael Derek Elworthy Jarman (ur. 31 stycznia 1942 w Northwood, zm. 19 lutego 1994 w Londynie) – brytyjski artysta awangardowy: reżyser filmowy, malarz, scenarzysta, scenograf, poeta i pisarz. Zaliczany do nurtu filmowego postmodernizmu, jak również new queer cinema i kontrkultury punk.
Na początku lat siedemdziesiątych XX w. współtworzył wraz z Genesisem P-Orridge'm kolektyw artystyczny The Exploding Galaxy. Jawny homoseksualista, który jako pierwszy w Wielkiej Brytanii odważył się otwarcie zajmować się tematyką homoseksualną w reżyserowanych przez siebie filmach.

## Życiorys

### Młodość i nauka
Urodził się w Northwood w Middlesex w Wielkiej Brytanii, w średniozamożnej rodzinie wojskowych – był synem pochodzącego z Nowej Zelandii pilota RAF-u. Wychowywał się w kolejnych brytyjskich bazach wojskowych w Anglii, Włoszech i Pakistanie. Jak sam twierdził, otrzymał najbardziej konwencjonalne brytyjskie wychowanie. W szkole podstawowej jego nauczyciel Robin Nascoe zaszczepił w nim zainteresowanie sztuką. Po ukończeniu Canford School w Canford Magna (hrabstwo Dorset), w latach 1960–1963 studiował z polecenia ojca literaturę, historię i historię sztuki w King’s College London University. Dzięki tym studiom ojciec zgodził się, aby Jarman kształcił się dalej w Slade School of Fine Art (1963–1967).

### Początek działalności w Londynie
Po ukończeniu studiów Derek opracował scenografię do kilku oper i baletów (Don Giovvani, Jazz Calendar), w tym dla English National Opera i dla The Royal Ballet, co jednak nie dawało mu wystarczającej satysfakcji artystycznej. Chciał wrócić do malarstwa, które było jego prawdziwą pasją. Odnosił na tym polu pewne sukcesy, a jego prace, m.in. pejzaże, były kilkukrotnie wystawiane. W maju 1961 r. obraz Jarmana We Are Waiting and Waiting (Czekamy i czekamy) wygrał w kategorii najlepszego obrazu amatorskiego wystawę „Daily Express”.
Jako źródło pierwszych fascynacji filmem Jarman podawał w biografii film La Dolce Vita Federico Felliniego, który obejrzał mając 18 lat. Podczas studiów w Slade poznał niezależne, undergroundowe kino, a duże wrażenie zrobiły na nim wtedy takie filmy, jak Scorpio Rising Kennetha Angera i nieco później filmy Andy’ego Warhola. Z filmem na gruncie zawodowym po raz pierwszy spotkał się na planie Diabłów Kena Russella, gdzie zajmował się scenografią. W 1970 r. przypadek zetknął go z tym reżyserem: w pociągu z Paryża poznał przyjaciółkę Russela, która poznała ze sobą obydwu artystów. Z tym samym reżyserem Jarman pracował jeszcze przy realizacji scenografii do Dzikiego Mesjasza. Przyznawał później, że ta współpraca wiele go nauczyła, a Russell był najlepszym nauczycielem filmu, na jakiego mógł trafić.

### Pierwsze filmy na taśmie 8 mm
Już rozpoczynając prace nad scenografią dla Russela, Jarman zachwycił się możliwościami kamery „Super 8”. Niewielka, mobilna i tania w eksploatacji, stała się dla niego synonimem niezależnej twórczości. Pierwszym obrazem, jaki nakręcił na taśmie 8 mm, był 6-minutowy film Studio Bankside zrealizowany w 1971 r.; później kolejno powstały A Journey to Avebury (składający się z zatrzymanych w kadrze plenerów z okolic Avebury), Ogród Luksoru (z wątkami typowymi dla New Age) i Andrew Logan Kisses the Glitterati. Jarman notował na taśmie wspomnienia z podróży, rejestrował kameralne zdarzenia i sentymentalne miejsca. Powstawały z tego krótkometrażowe filmy, poetyckie i manierystyczne impresje, często o bliskiej malarstwu estetyce. Eksperymentował z możliwościami kamery: nadawał obrazowi „chropowatości”, zmieniał tempo filmowania, nakładał różne plany. Powstawały też filmy zupełnie pozbawione tradycyjnej filmowej narracji lub bez dialogów.
Filmy tego typu kręcił później przez całe życie, równolegle z produkcjami pełnometrażowymi. Z czasem do swojego warsztatu dołączył również technikę wideo.

### Coming out igay rights movement
W Anglii kontakty homoseksualne do 1967 roku były przestępstwem. Jarman otwarcie przyznał się do swojej orientacji seksualnej w czasach, w których nie było to bezpieczne. Był również aktywnym działaczem ruchu na rzecz równouprawnienia osób LGBT. Wpłynęło to na całą jego twórczość filmową – niemal wszystkie jego filmy poświęcone są bohaterom o odmiennej od heteroseksualnej orientacji. Jako jeden z pierwszych wprowadził do kina tę tematykę, ukazującą współzależność między homoseksualną orientacją bohatera a jego osobowością. Ze względu na doświadczenie bycia w nieakceptowanej mniejszości, cokolwiek robił, było dla niego aktem politycznym. Drażnił establishment swoim homoseksualizmem, będąc przy tym arbitrem elegantiarum, estetą i erudytą oraz artystą na wskroś brytyjskim, który w swoich dziełach mówi o tęsknocie za mityczną Anglią (The Angelic Conversation) z kwitnącymi ogrodami, harmonią i sonetami Williama Szekspira oraz sięgającym do motywów stanowiących o brytyjskiej kulturze – do Szekspira, Christophera Marlowe’a, Benjamina Brittena, przeciwstawiając ją kulturze współczesnej, opartej według niego na przemocy, pieniądzu i imperializmie.
W latach 80. wypowiadał się głośno przeciw brytyjskiemu imperializmowi i konserwatyzmowi rządu Margaret Thatcher. Miał odwagę nie tylko ujawnić swoją orientację homoseksualną, ale później również otwarcie mówić o swojej śmiertelnej chorobie, mimo że opinia publiczna winiła homoseksualistów za epidemię HIV.

### Filmy pełnometrażowe

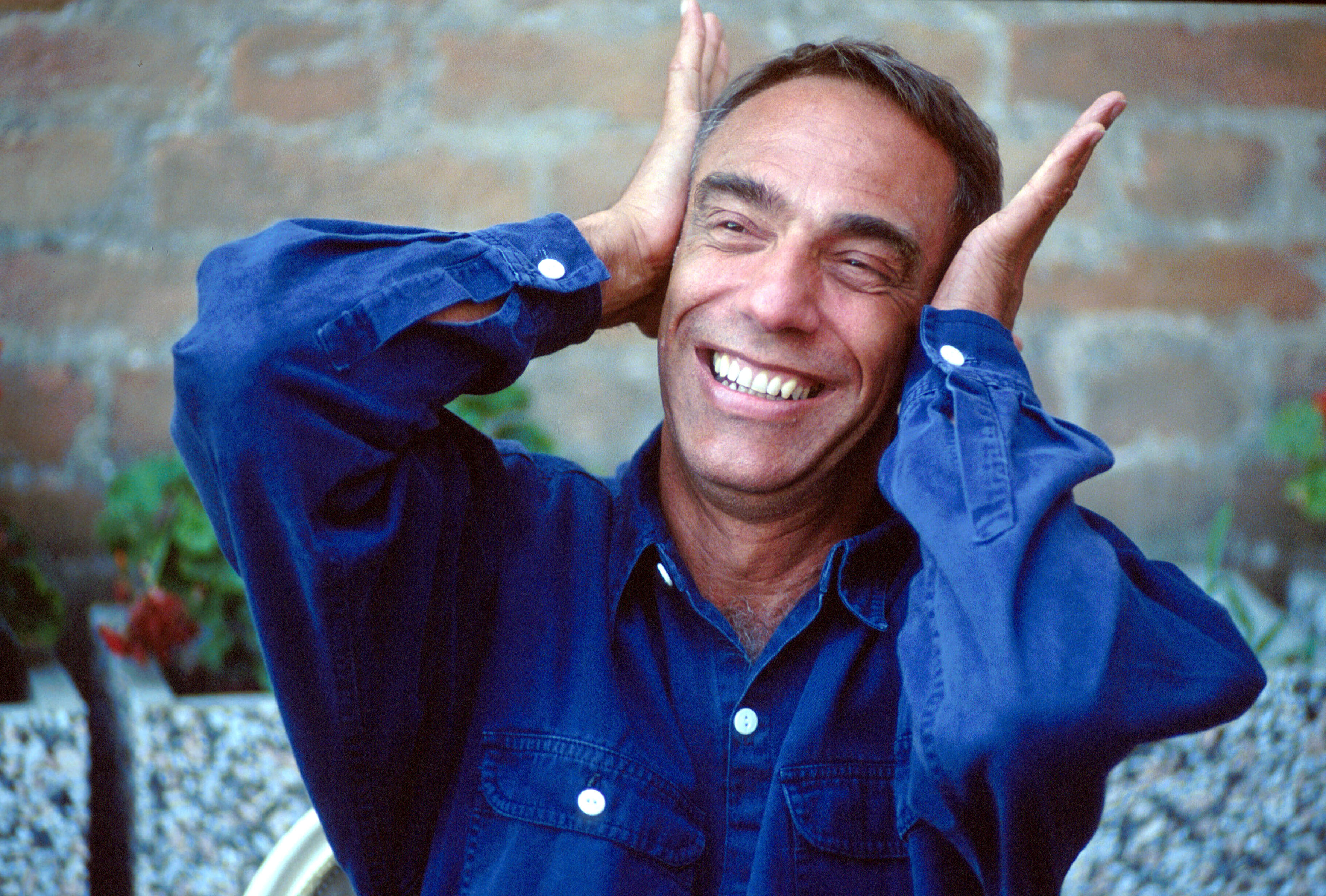
Derek Jarman na Festiwalu Filmowym w Wenecji w 1991 roku

Pierwszym pełnometrażowym filmem Jarmana był Sebastian z 1975 r. Wciąż jednak był człowiekiem awangardowego undergroundu i postmodernistą avant la lettre. Wśród brytyjskiej bohemy artystycznej zdobył status postaci kultowej już w latach 70. W kulturze masowej zaistniał jednak dopiero pod koniec lat 80., w czasach szerszej akceptacji kultury queer i estetyki postmodernistycznej. Momentem akceptacji Jarmana przez świat oficjalnego kina była premiera filmu Caravaggio w 1986 roku – najbardziej konwencjonalnego w formie filmu Jarmana. Mimo że zawarł w nim wszystkie główne wątki swej twórczości: motywy homoerotyczne, punkowy bunt, apoteozę bezkompromisowego artysty i outsidera, to jednak forma filmu była bardziej przystępna i efektowna od większości jego pozostałych produkcji.
Kolejnymi dziełami z cyklu filmowych biografii były Edward II (1991) i Wittgenstein (1993). Równolegle z nimi powstawały filmy zajmujące się sprawami społecznymi i zajmujące stanowisko w kwestiach politycznych: Jubileusz (1977) i Ostatni Anglicy (1987), który jest określany jako pierwszy film kontrkultury punk. W 1987 r. Jarman wyreżyserował etiudę filmową pt. Aria, który weszła do pełnometrażowego filmu o tym samym tytule, składającego się z dziesięciu krótkich form różnych reżyserów (m.in. Jean-Luc Godard, Ken Russel, Robert Altman).

### Choroba i ostatnie lata życia

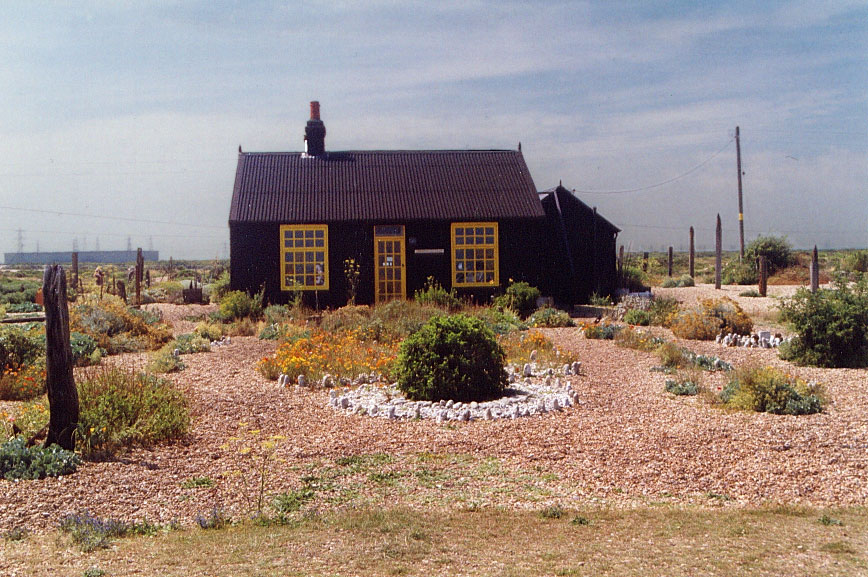
Prospect Cottage

W grudniu 1986 r. po ukończeniu filmu Caravaggio rozpoznano u niego zakażenie wirusem HIV. Mimo to wciąż pracował i tworzył, nawet gdy w ostatnich latach postępująca choroba odbierała mu wzrok. Filmy nabierały jednak stopniowo wymowy gorzkiego pesymizmu i radykalizmu w kwestiach społeczno-politycznych. Wielokrotnie wypowiadał się publicznie na temat swojej choroby.
22 grudnia 1986, kiedy dowiedziałem się, że jestem seropozytywny, wyznaczyłem sobie cel: wyjawię moją tajemnicę i przeżyję rządy Margaret Thatcher. Udało mi się. Teraz patrzę ku millennium i ku światu, w którym wszyscy będziemy równi.
Ostatnie lata życia Jarman spędził w Dungeness, w pomalowanej na czarno rybackiej chacie na wybrzeżu hrabstwa Kent. Wokół tego domu, nazwanego Prospect Cottage, stojącego samotnie między morzem a atomową elektrownią, Jarman założył ogród. Ogrodnictwu poświęcał czas z równą pasją i artyzmem, co sztuce filmowej.
Zmarł z powodu AIDS w 52 roku życia. Swój testament życiowy i artystyczny zawarł w filmie pt. Blue.